# فرد سمول
فرد سمول (بالإنجليزية: Fred Small)‏ هو مغني وكاتب أغاني ومغن مؤلف أمريكي، ولد في 6 نوفمبر 1952 في الولايات المتحدة.

## وصلات خارجية
- فرد سمول على موقع ميوزك برينز (الإنجليزية)
- فرد سمول على موقع أول ميوزيك (الإنجليزية)
- فرد سمول على موقع ديسكوغز (الإنجليزية)